# Tvrtko I Kotromanić
Tvrtko I Kotromanić (ur. 1338, zm. 10 marca 1391) – ban Bośni w latach 1353–1377, a od 1377 pierwszy król Bośni. Najpotężniejszy z bośniackich władców średniowiecza. W czasie swego panowania uzależnił od siebie Księstwo Serbii, podbił Dalmację, odpierał liczne najazdy Turków osmańskich i toczył wojny z Węgrami, zwłaszcza za panowania wrogiego mu Zygmunta Luksemburskiego. 

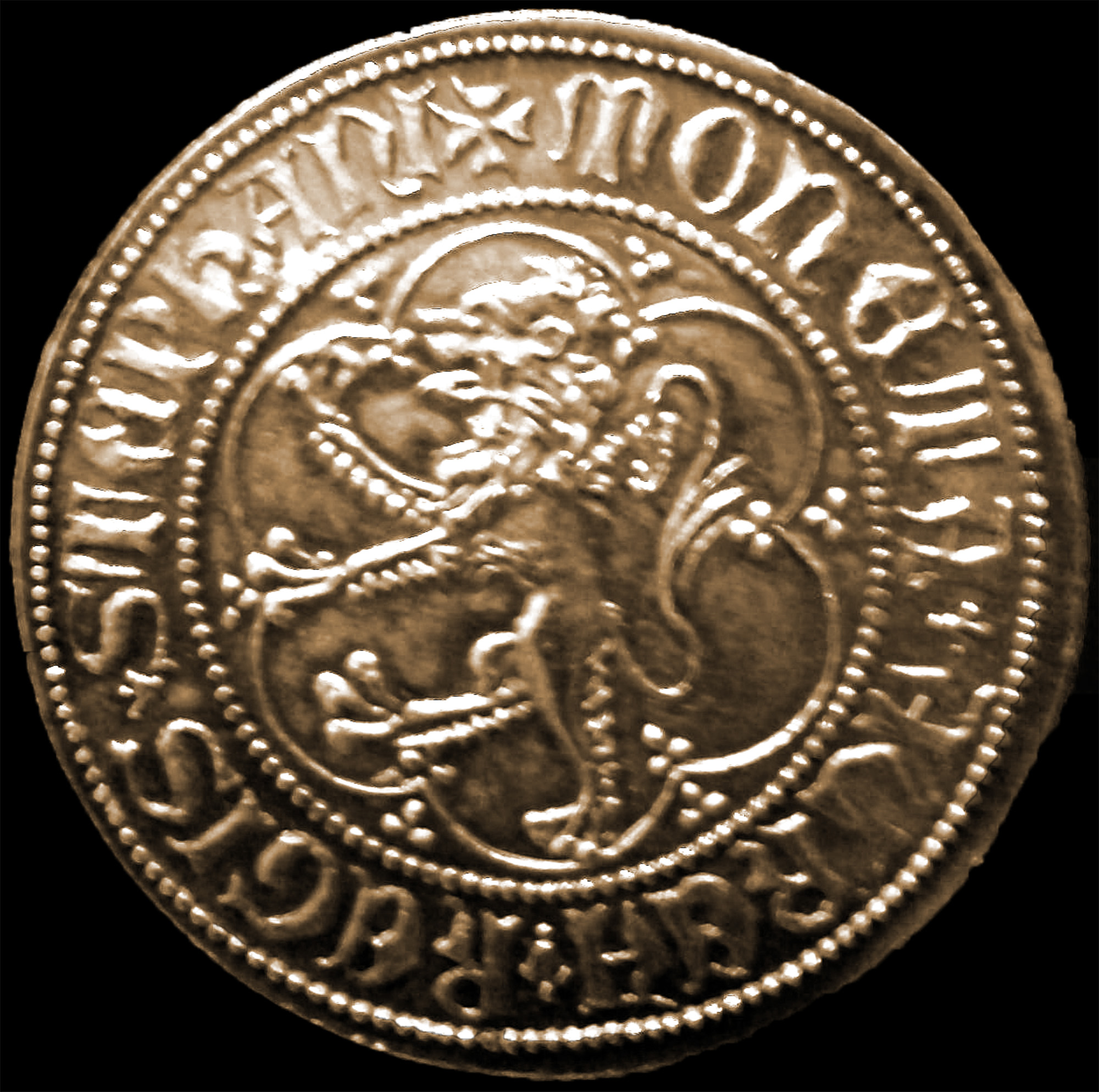
Awers złotej monety Trvtka I

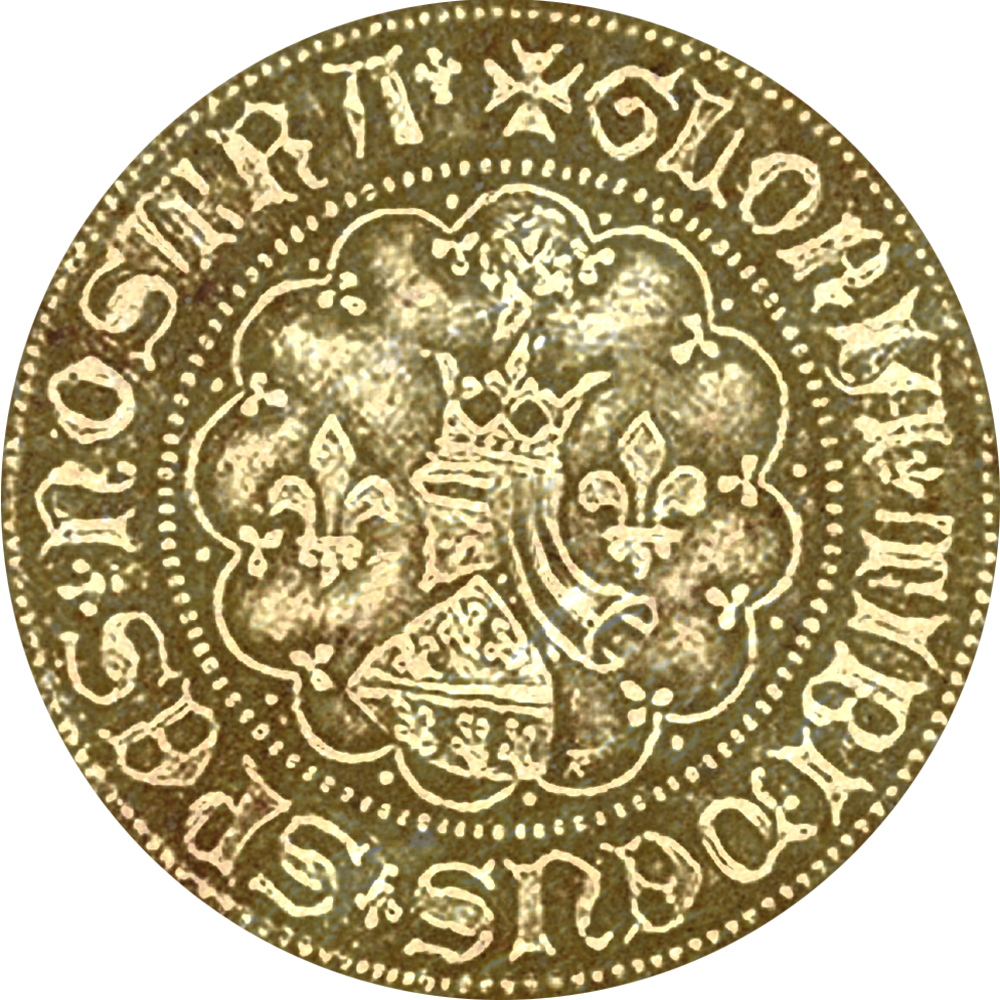
Rewers złotej monety Trvtka I

Ekspansja Bośni za panowania Trvtka I

Trvtko I był synem Władysława Kotromanicia, koregenta Bośni, który współrządził wraz ze swym starszym bratem, Stefanem II. Władzę odziedziczył w 1353 roku, po śmierci stryja. Córką Stefana i siostrą stryjeczną Trvtka była Elżbieta Bośniaczka, królowa Węgier (jako żona Ludwika Wielkiego), matka królowej węgierskiej Marii oraz polskiej Jadwigi.
Panowanie Trvtka I stanowi szczytowy okres rozwoju politycznego średniowiecznej Bośni. Władca ten utrzymywał liczne kontakty z państwami zachodnioeuropejskimi, zwłaszcza z państwami włoskimi, Węgrami i Austrią. Armia bośniacka w trakcie jego panowania stanowiła poważną siłę militarną w regionie. W 1390 roku podbił Dalmację i Chorwację. Posiłki bośniackie miały znaczny udział w wielkiej bitwie na Kosowym Polu w 1389 roku, którą to bitwę Trvtko w liście do papieża uznał za wielkie zwycięstwo chrześcijaństwa, dzięki któremu zabezpieczono Europę przed inwazją turecką. Bitwa ta okazała się jednak dużo bardziej katastrofalna dla sąsiadującej z Bośnią Serbii, która straciła w niej większość swej armii. Upadek Serbii pociągnął za sobą wkrótce wielkie niebezpieczeństwo również dla państwa bośniackiego, które niedługo po śmierci Trvtka (1391) stało się celem coraz częstszych najazdów tureckich i zostało ostatecznie podbite przez Osmanów w 1463 roku.